# Harol
Harol település Franciaországban, Vosges megyében. Lakosainak száma 627 fő (2022. január 1.). Harol Damas-et-Bettegney, Ville-sur-Illon, Charmois-l’Orgueilleux, Dommartin-aux-Bois, Escles és Gorhey községekkel határos.

## Népesség
A település népességének változása:
| Lakosok száma | 610  | 627  | 689  | 628  | 629  | 628  | 638  | 645  | 627  |
|               | 2013 | 2015 | 2016 | 2017 | 2018 | 2019 | 2020 | 2021 | 2022 |